# Ignác Šechtl

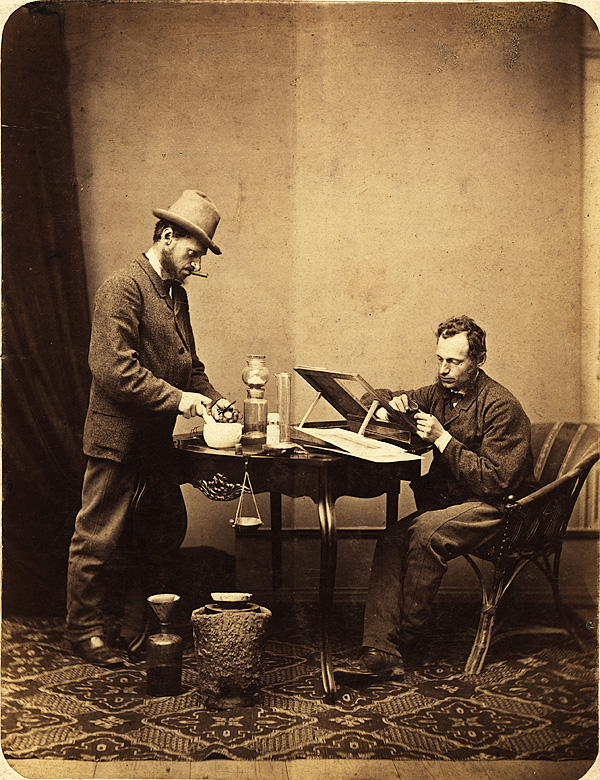
Dvojitý autoportrét Ignáce Šechtla zachycující fotografa jako laboranta a retušéra vytvořený kolem roku 1870. Fotomontáž provedená dvojí expozicí na jeden kolodiový negativ byla v té době zcela unikátní.

Ignác Šechtl, také známý jako Ignác Schächtl (26. května 1840 Praha-Nové Město – 6. července 1911 Tábor), byl raný český fotograf a průkopník kinematografie.

## Životopis
Ignác Šechtl se narodil 26. května 1840 v Praze v rodině mlynářského mistra. Jeho údělem se měl stát obchod. Krátce pracoval jako písař u zasilatelské firmy Alexandra Kliera v Praze. V roce 1863 však odešel do Kladna, kde se vyučil fotografickému řemeslu a v roce 1865 mu byla opovězena živnost. Z této doby se již zachovalo několik fotografických vizitek uložených v archivu muzea Šechtl Voseček.
V roce 1867 se přestěhoval do Plzně, kde si založil ateliér (již čtvrtý ve městě). Tento rok se dobový tisk zmiňuje o fotografování pomníku sochaře Wiltda, který se i přes velmi nepříznivé počasí zdařil. Jedná o první zmínku Ignácova fotografování v exteriéru.
Později (roku 1868) se spojil s fotografem Franzem Bergmanem. Mezi oběma fotografy však došlo k rozporu a proto roku 1869 Šechtl odešel i se svou ženou Antonií rozenou Lexovou z města a živil se jako kočovný fotograf. Štěstí zkoušel například v Bukurešti (r. 1871), Nepomuku a Prachaticích. Z této doby se zachovalo několik podstatných fotografií. K unikátům patří fotomontáž vytvořená dvojexpozicí, která zobrazuje Ignáce jako laboranta i retušéra v jednom snímku. Velmi zajímavé jsou fotografie měst, například snímky Prachatic, Jistebnice, Tábora, Žirovnice či technicky neobvyklý panoramatický snímek Blatné.
V roce 1870 se Ignácovi narodila dcera Antonie a čtyři roky na to jeho žena zemřela. Novou životní partnerku našel v Kateřině Šťastné, se kterou se seznámil na svých výletech do Tábora. Kateřina byla totiž hospodyní Josefa Němce, manžela Boženy Němcové. Tak se Šechtl ve svých 36 letech konečně usadil v Táboře, kde roku 1876 oficiálně otevřel fotografický ateliér v domě 333 na Mariánském Náměstí.
V roce 1877 se Ignácovi narodil syn Josef Jindřich a podle rodinné legendy ve stejný den potkal v hospodě obchodního cestujícího Jana Vosečka, který se toho dne stal fotografem a společníkem firmy. Ve sčítacím aparátu figuruje Jan Voseček jako pomocník Šechtla od roku 1880.
Ignác Šechtl vášnivě dokumentoval vývoj města i za cenu ztrátovosti celého počínání. Z let 1876 a 1877 se dochovalo mimo jiné i několik fotografií Táborského náměstí krátce po přestavbě radnice a reportáž z odhalení pomníku Jana Žižky od sochaře Myslbeka.
Ignác Šechtl se stal spoluzakladatelem rybářského spolku a byl oblíbeným divadelním ochotníkem. Lidé se prý smáli už při příchodu Ignáce na scénu. Jeho herecké zkušenosti i smysl pro humor jsou patrné na mnoha jeho fotografiích.
„Zdejší fotografové, veleznámí pánové Sejk a Schächtl spojili se tyto dny soukromou úmluvou k společné práci, a sice tím způsobem, že oba, každý jinak samostatný o své osobní firmě, společně obstarávati budou všechny fotografické zakázky v městě a okolí na útraty společné, jež v první chvíli krýti bude záloha 200 zl, kterou p. Alex. Sejk do závodu zapůjčil, a podělovati se budou dílem stejným z užitku čistého.“
Tímto prohlášením otištěném v roce 1878 v týdeníku Český Jih vznikly „Spojené fotografické dílny Alexandra Seika a Ignáce Schächtla“. V tomto období jsou některé fotografie signovány společným logem obou fotografů, jiné zase zvlášť.
Šechtlovi tato spolupráce velmi prospěla a jeho jméno v Táboře vešlo do všeobecného povědomí. Do svého ateliéru si pořídil přístroj na zvětšování fotografií, v té době velmi neobvyklé vybavení. Inzeroval i mikroskopické fotografie zvětšené 1000 až 4000kráte. Od Seika se také zdokonalil v kompozici snímků a spojil je se svým typickým smyslem pro humor a touhou zdůraznit povahu fotografovaného.
Seik ale pomalu ztrácel zájem o fotografii a věnoval se intenzivněji politice a tak společná činnost pomalu skončila asi v roce 1886, kdy oba salony opět začaly inzerovat zvlášť.
Rozdělení obou ateliérů zřejmě chod Ignácova podniku výrazně neovlivnilo. Během 80. let se rozšířily „suché“ želatinové negativy, které výrazně zjednodušily fotografování mimo ateliér a tak z této doby se již dochovalo bezpočet fotografií Tábora i významných událostí.
V roce 1888 začal Jan Voseček pracovat v původním Seikově ateliéru a z této doby existují i fotografie signované „Jan Voseček“. V roce 1895 se stává společníkem firmy, která je přejmenována na „Schächtl a Voseček“, později „Šechtl a Voseček“.
V roce 1896 Ignác propadl další novince – kinematografu. Jako první mimo Prahu dostal koncesi na promítání živých obrazů. Už v roce 1896 mělo proběhnout promítání v Plzni, které by bylo první v Čechách. Pro technické problémy se však pravděpodobně poprvé promítalo až v roce 1897 v táborské Střelnici. Ignác Šechtl ale nebyl s jeho technickou kvalitou spokojen a proto odjel do Vídně vyřešit problémy se světlem. Později s kinematografem kočoval, ale jeho počínání bylo výrazně ztrátové a tak kinematograf i filmy prodal kouzelníkovi Ponrepovi.
V roce 1902 měla firma Šechtl Voseček pavilon na velkolepé Krajinské výstavě v Táboře, ze které také vytvořil první velkou do dnešní doby zachovalou reportáž spolu se svým synem Josefem Jindřichem. Následovaly další rozsáhlé reportáže ze stavby bechyňské dráhy, 1903, a ze Sokolských sletů. V roce 1904 se syn Josef Jindřich stal společníkem firmy. V roce 1906 firma otevřela pobočku v Pelhřimově a účastnila se Rakouské výstavy v Londýně. V roce 1907 započala stavba nového ateliéru v místě bývalého Seikova, který se stal největší na českém jihu.
Ignác Šechtl zemřel 6. července 1911. Firma Šechtl a Voseček však existovala až do združstevnění v roce 1953.